# Кельтське мистецтво

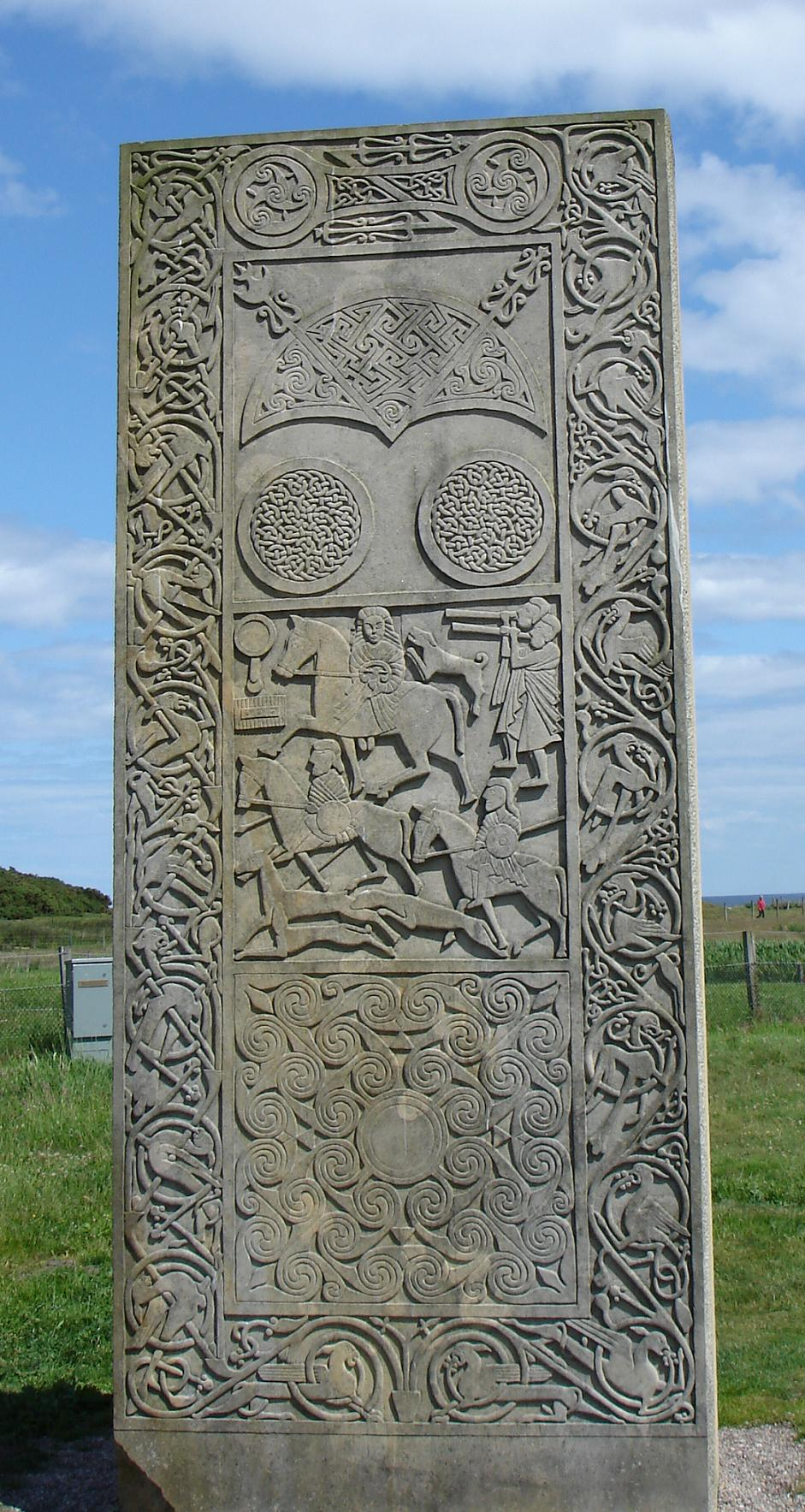
Камінь з селища Хілтон-оф-Кадбол, різьблення в піктському стилі Істер Рос, 800-900 року

Кельтське мистецтво - мистецтво кельтів - групи племен, що жили з першої половини I тисячоліття до н. е. на території Західної і Центральної Європи.
Мистецтво кельтів простежується від гальштатської культури (900-400 роки до н. е.), Має запозичення з мистецтва іберів, іллірійців, фракійців та інших племен, з якими кельти мали контакти, а також з давньогрецького мистецтва і мистецтва етрусків. Найбільш характерно кельтське мистецтво представлено латенською культурою (з V століття до н. Е), поширеною по всій Центральній і Західній Європі (Франція, Швейцарія, Іспанія), на Балканах, Малій Азії, Британії та Ірландії).
Для кельтських творів характерний орнамент, виконаний на металі. Спочатку нанесення орнаменту здійснювалося гравіюванням, пізніше стали виготовлятися рельєфні зображення. В орнаменті використовувалися геометричні, рослинні та зооморфні елементи. Одним з найрозвиненіших напрямів стало виготовлення ювелірних виробів, прикрашених характерним орнаментом.
У скульптурі кельтів великий вплив античного мистецтва, проте для кельтів характерно більш грубе виконання фігур і прикраса їх вставками зі скла та напівдорогоцінного каміння, а також використання різних емалей та інкрустації. Статуї зображували кельтські божества, героїв, а також тварин і фантастичних істот.
З I століття до н. е. посилюється тиск на кельтів з боку Римської імперії і германців. У мистецтві з'являються твори з кераміки, скла та бронзи. Скульптура і культова архітектура набувають рис галло-римського типу.
В Середньовіччя мистецтво кельтів пережило своєрідне відродження: до нього звернулися народи Франції, Швейцарії, Бельгії та частково Великої Британії. В Ірландії в VII-IX століттях виник так званий новокельтський стиль.

Приклади мистецтва
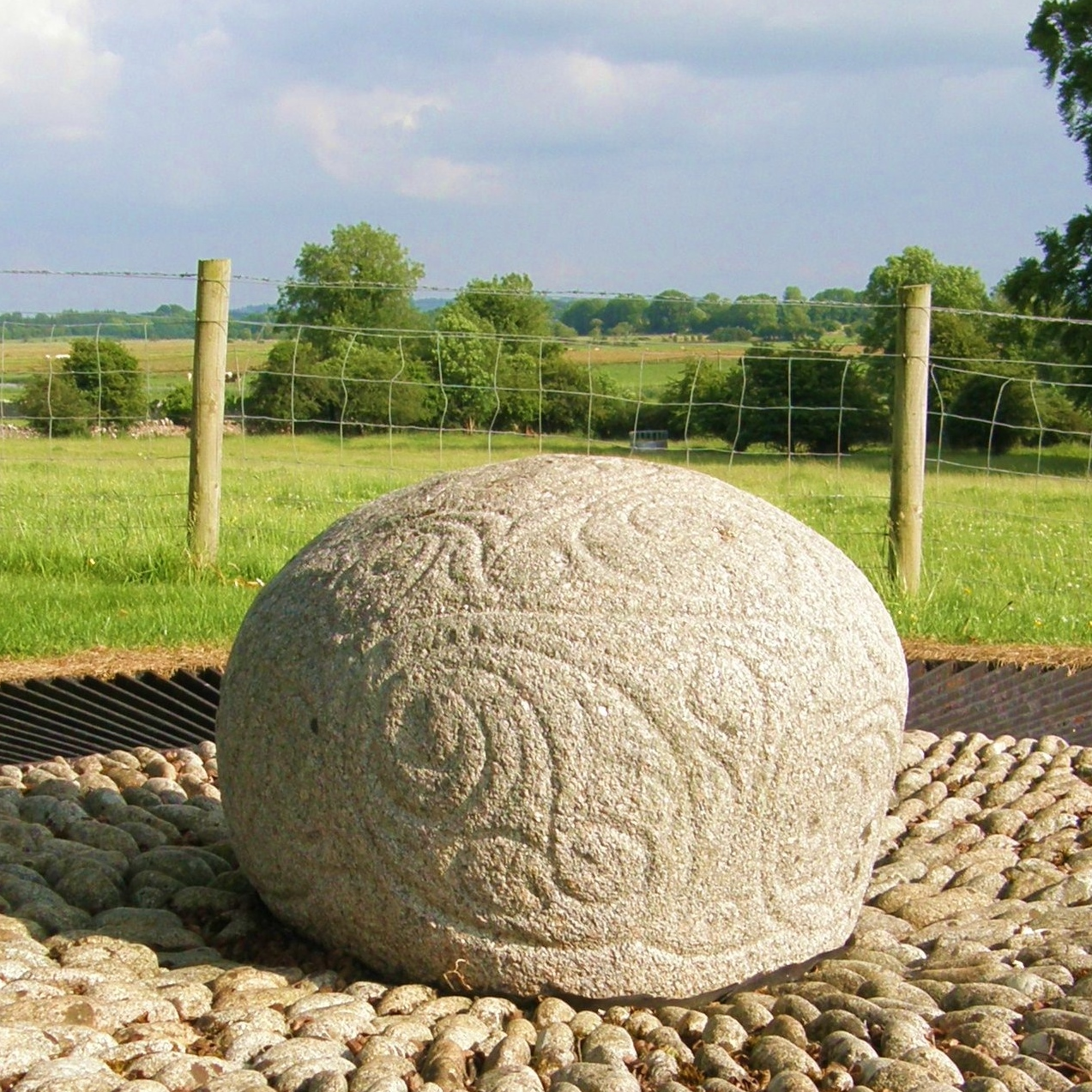
Орнаментований камінь
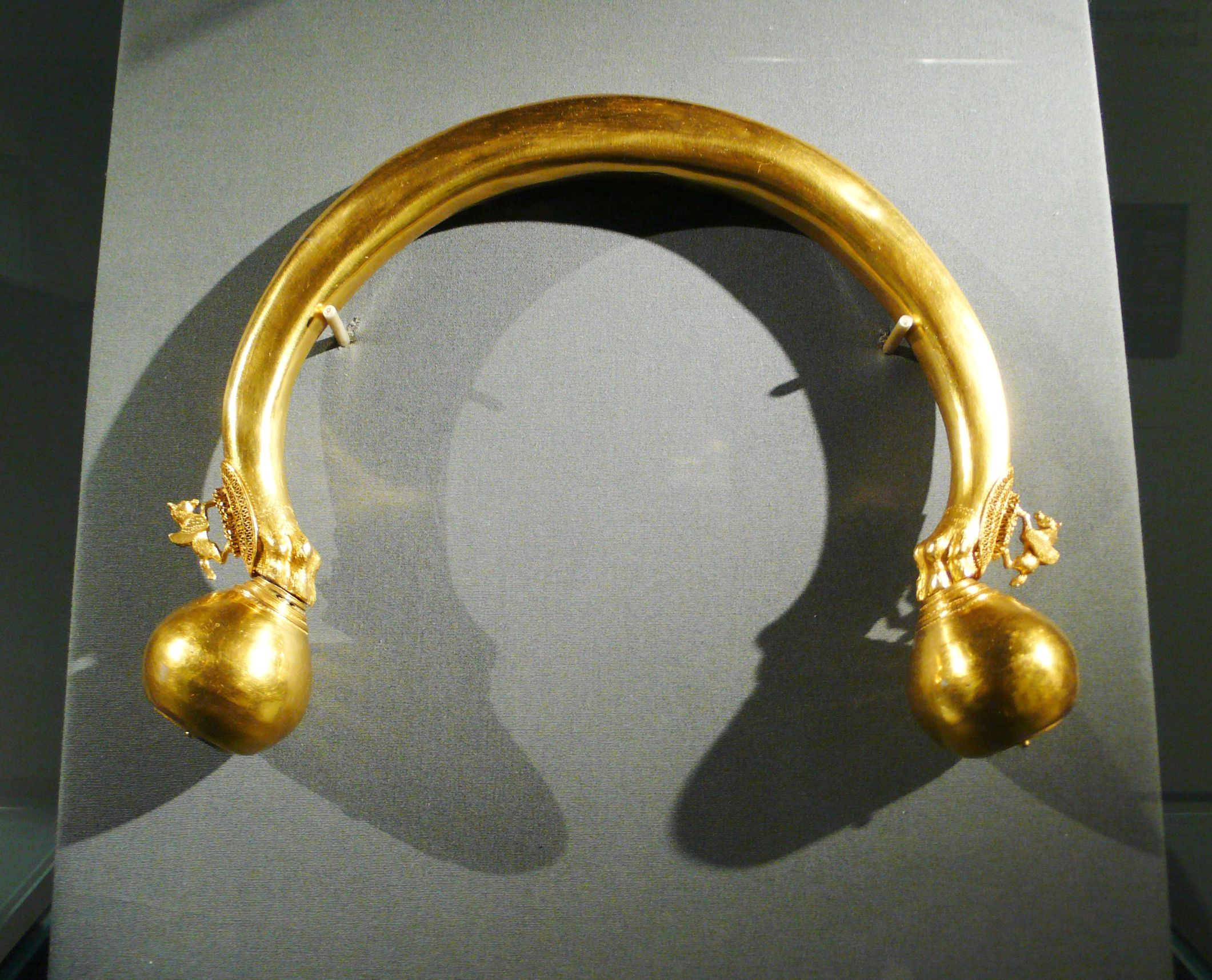
Шийна золота гривна Вікса 480 рік до нашої ери
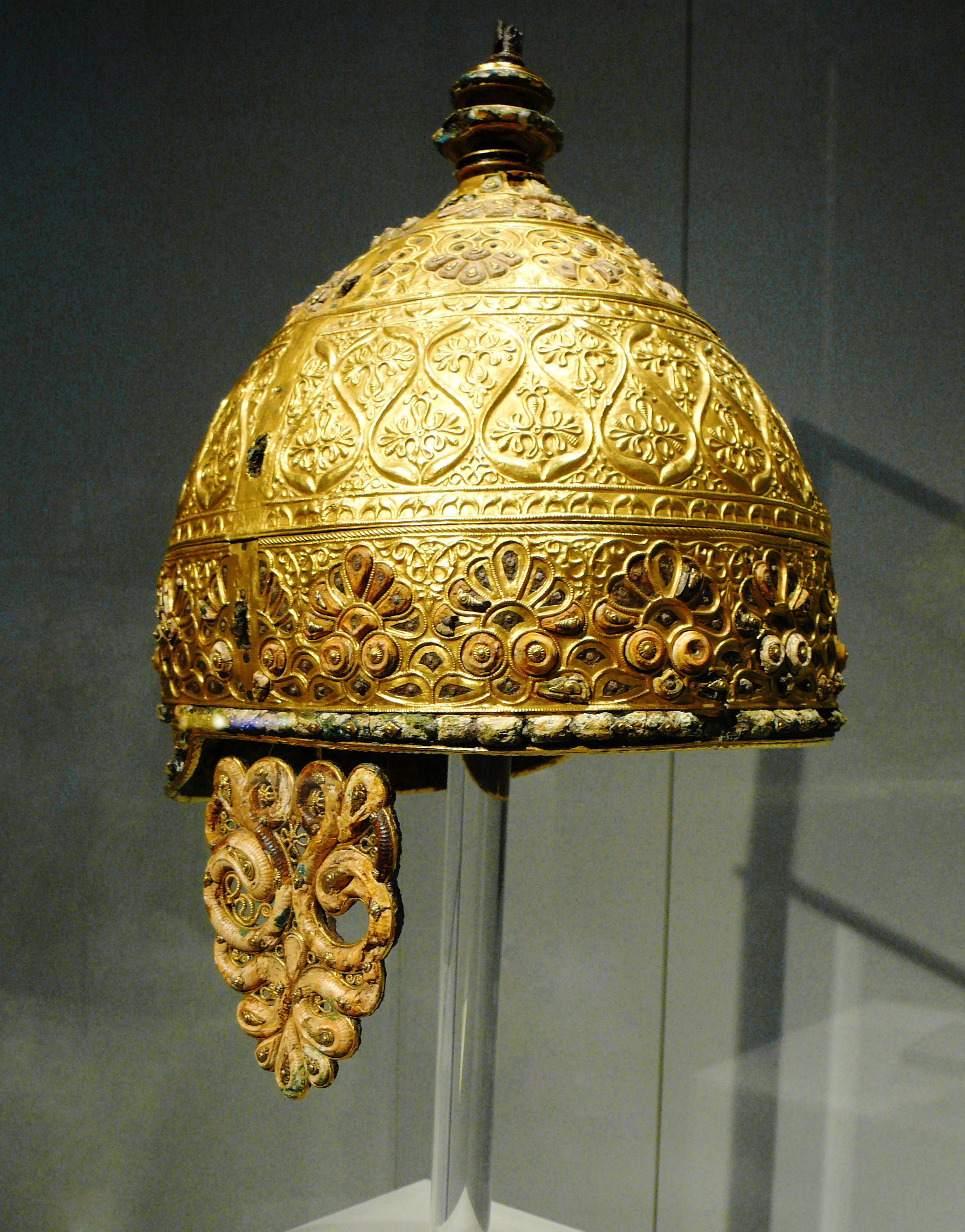
Аригський шолом, Франція 350 років до н.е., оформлений в стилі середземноморських мотивів
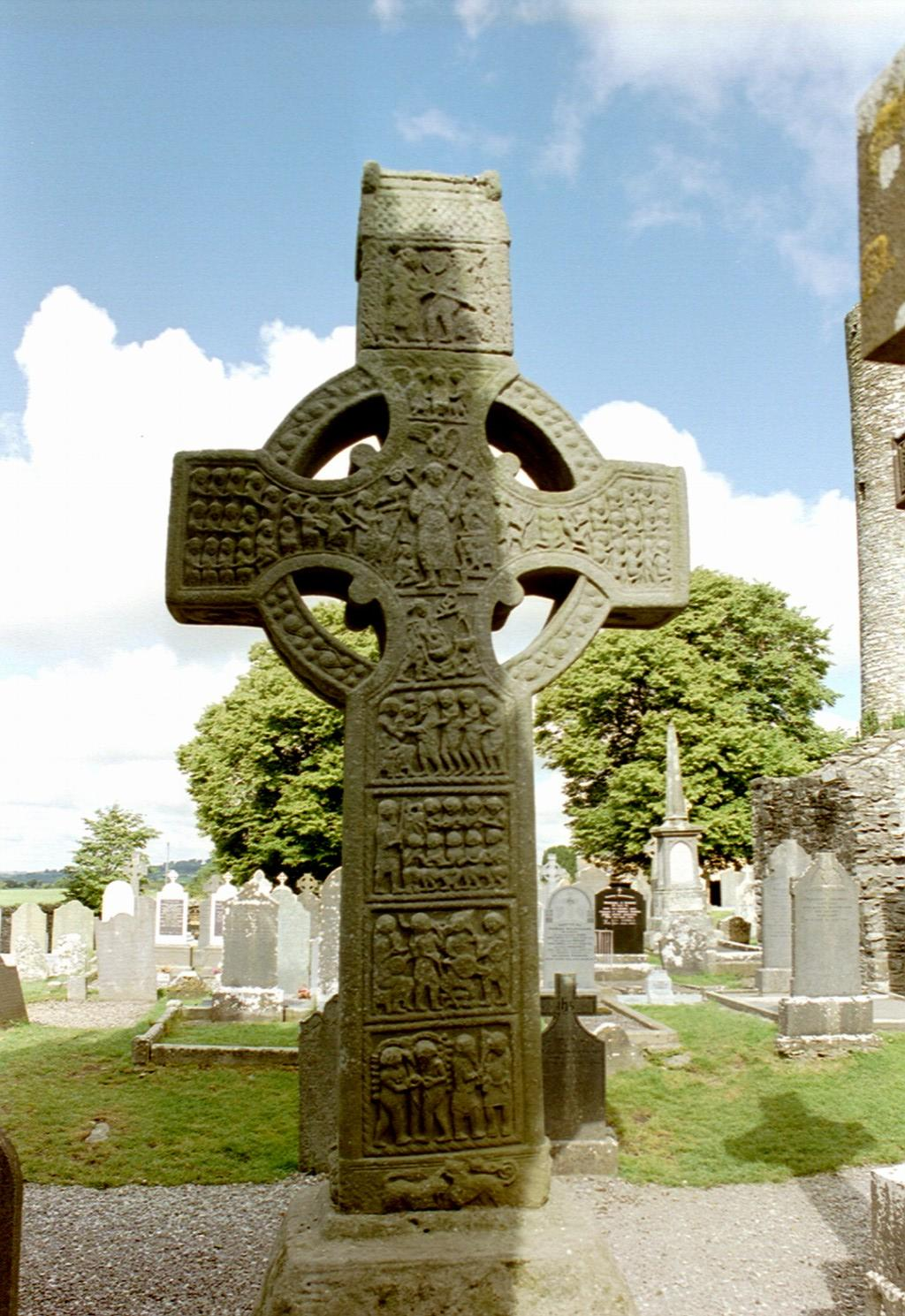
Муїердахцький хрест
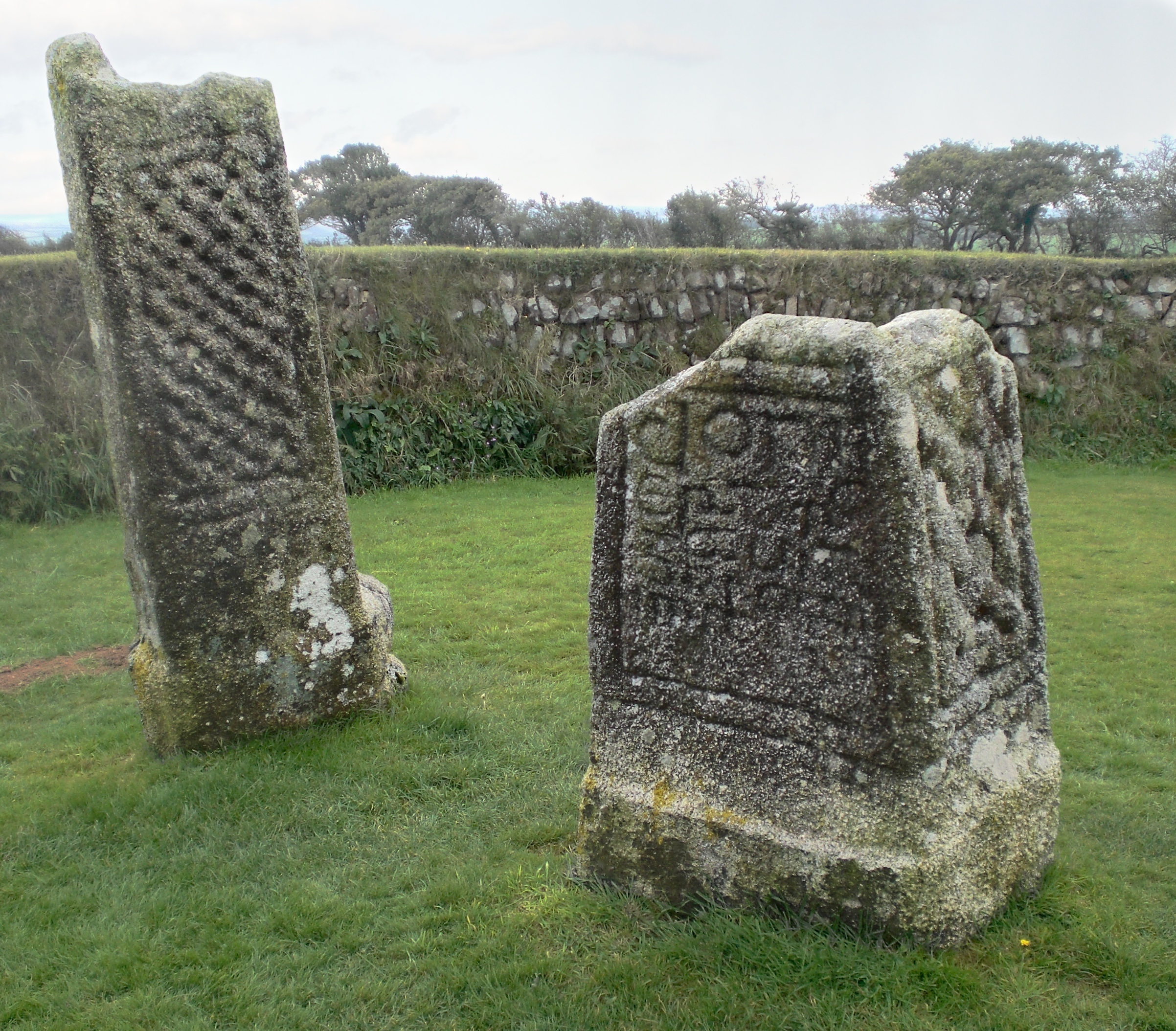
Фрагменти піктів
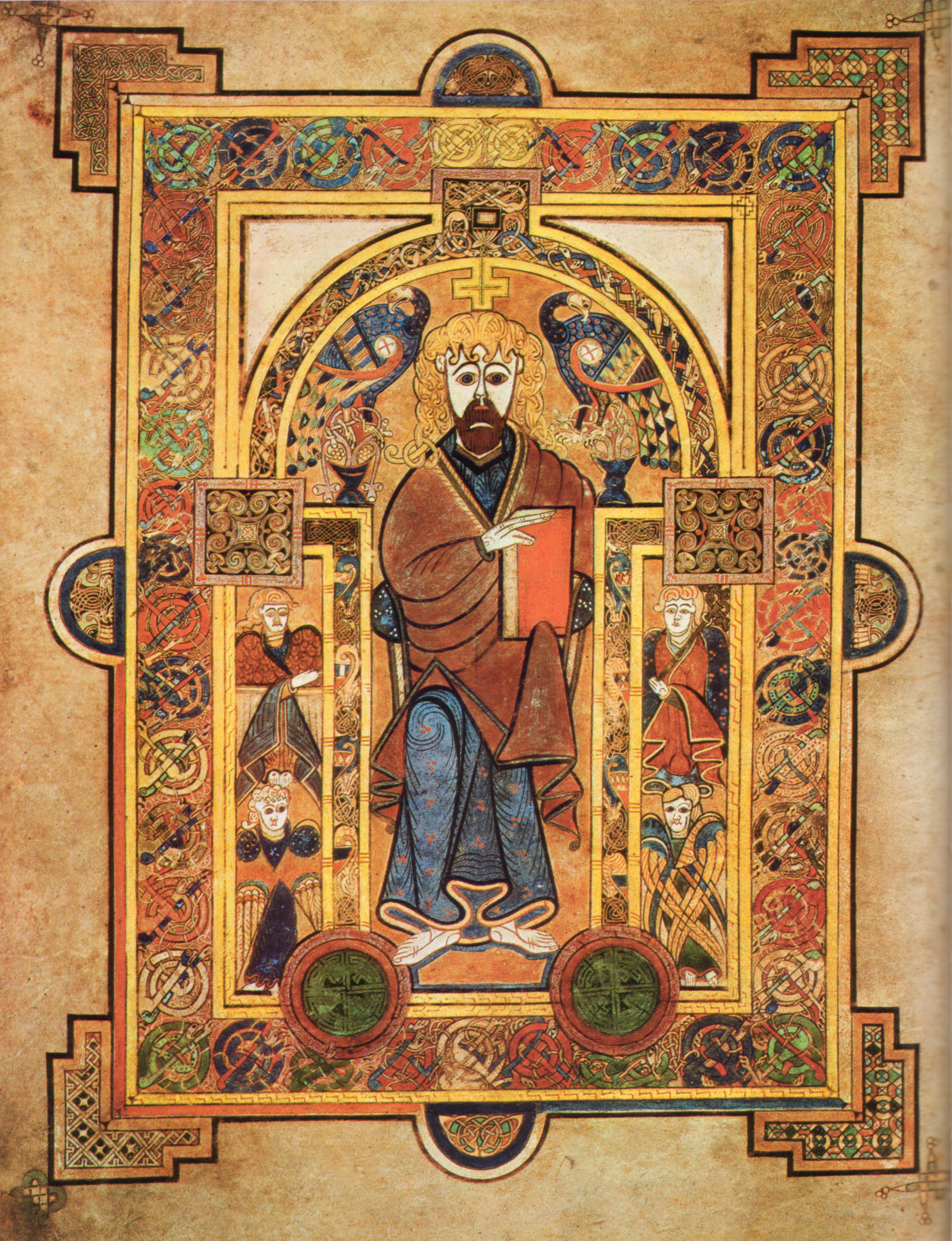
Книга Келлс, Ісус

## Відродження інтересу до кельтського мистецтва
Відродження інтересу до кельтського образотворчого мистецтва виникло через деякий час після пожвавлення інтересу з кельтської літературі приблизно в 1840-і роки, так в Дубліні, а пізніше і Единбурзі, Лондоні та інших англійських містах виникла мода на металеві вироби в кельтському стилі, яка стала реакцією на виявлення ряду артефактів і ювелірних виробів. В цей час став також відроджуватися ірландський національний рух. Так в кінці XIX століття переважно в Ірландії стали відновлювати кельтські хрести та інші зразки монументального мистецтва, також кельтський стиль, зокрема «пластичний стиль» знайшов відображення в архітектурних декорах і вітражах в стилі модерн і не тільки в Англії, але і США. Сьогодні кельтське мистецтво широко представлено в масовій культурі, сучасному мистецтві, літературі та фільмах. Однак те, що в сучасному суспільстві уявляють під стереотипним кельтським стилем — на ділі є Іберно-саксонським або острівним мистецтвом, який панував на Британських островах на рубежі VI і VII століть, і який крім кельтів розвивали і англо-сакси, а також подібні орнаменти були широко поширені в скандинавському середньовічному мистецтві. У 2009 році був випущений мультфільм Таємниця Келлс, де художній стиль робить особливий наголос на «острівному стилі».